# Scotoecus albigula
Scotoecus albigula es una especie de murciélago de la familia Vespertilionidae.

## Distribución geográfica
Se encuentra en los siguientes países: Angola Malaui Mozambique Kenia Somalia, Uganda y Zambia.

## Hábitat
Su hábitat natural son: sabanas áridas.